# Leucochlaena seposita
Leucochlaena seposita là một loài bướm đêm trong họ Noctuidae.